# Huyện Lalmonirhat
Lalmonirhat là một huyện thuộc division Rangpur, Bangladesh. Huyện này có diện tích 1242 km², dân số năm 2002 là 1088918 người, mật độ dân số là 877 người/km².